# Edward Bulfin

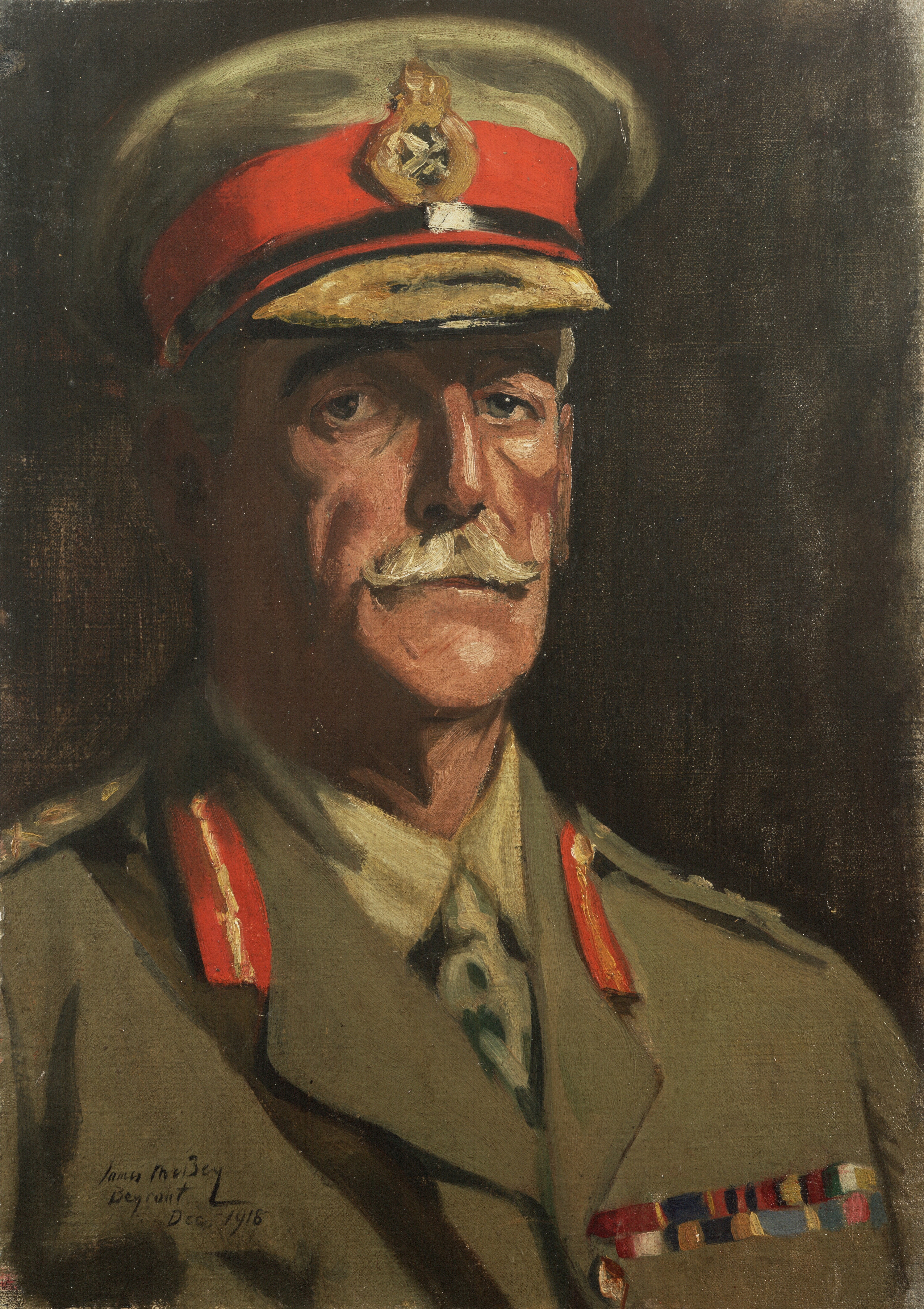
Edward Bulfin, Gemälde von James McBey, 1918

Sir Edward Stanislaus Bulfin KCB CVO (* 6. November 1862 in Rathfarnham im County Dublin (heute County South Dublin); † 20. August 1939 in Bournemouth, England) war ein britischer General und Kriegsheld im Ersten Weltkrieg. Er machte sich einen Namen als exzellenter Anführer auf Brigade-, Divisions- und Korpsebene und wurde vor allem für seine Aktion bei der Ersten Flandernschlacht bekannt, wo er eine kleine Streitmacht zusammenstellte und in einen Gegenangriff führte, um den deutschen Vormarsch aufzuhalten.

## Jugend
Bulfin wurde als zweiter Sohn von Patrick Bulfin und Teresa Clare Carroll in der Nähe von Dublin geboren. Seine Schulzeit verbrachte er in Stonyhurst College und Kensington Public School. Obwohl er am Trinity College studierte, schloss er dieses Studium nicht ab, sondern entschied sich für eine Militärkarriere.

## Militärische Karriere
1884 wurde Bulfin dem Princess of Wales’s Own (Yorkshire) Regiment zugewiesen, nachdem er einen Miliz-Dienst in den Royal Irish Fusiliers absolviert hatte. Kurz bevor er nach Südafrika kommandiert wurde, heiratete er 1898 Mary Frances Lonergan, mit der er später zwei Kinder hatte. Seine Karriere machte keine weiteren Fortschritte bis zum Zweiten Burenkrieg, bei dem er unter Lord Methuen zum Major der 1. (Guards) Brigade befördert wurde. Er nahm an mehreren Scharmützeln teil, aber gab bei der Wiederankunft in England, seine Regimentskarriere für eine Stabskarriere auf. Von 1902 bis 1904 diente er als Assistent des stellvertretenden General-Adjutanten beim I Corps und von 1906 bis 1910 als assistierender Adjutant und später Versorgungsoffizier der Kapkolonie. Nach erneuter Rückkehr nach Großbritannien wurde er zum Obersten befördert und erhielt überraschend den Befehl über das Essex Regiment, obwohl er noch nie ein Bataillon kommandiert hatte. 1913 wurde er abermals befördert und mit dem Kommando der 2. Infanterie-Brigade anvertraut.

## Erster Weltkrieg

### Westfront
Beim Ausbruch des Ersten Weltkrieges wurden Bulfin und die 2. Brigade, ein Teil des ursprünglichen Britischen Expeditionskorps, an die Westfront geschickt. Am Anfang der Kämpfe um Ypern (Erste Flandernschlacht) Ende Oktober 1914 formierte er unter hohem Druck, da keine weiteren Truppen vorhanden waren, kurzerhand eine kleine Streitmacht aus sechs Bataillonen (später als „Bulfin’s force“, deut.: „Bulfins Streitmacht“, bekannt) und führte diese in einem Gegenangriff, um den deutschen Vormarsch aufzuhalten. Dabei schaffte er nicht nur das, sondern drängte die feindlichen Truppen sogar  um ca. 1 km zurück. Diese Tat wurde sowohl vom Kommandeur des I. Korps Douglas Haig, als auch vom Befehlshaber des BEF („British Expeditionary Force“), John French, als Meisterleistung gepriesen. Im Dezember 1914 wurde er zum Befehlshaber der neu aufgestellten 28th Division ernannt und führte diese Formation durch die schweren deutschen Giftgas-Angriffe während der Zweiten Flandernschlacht, beim Kampf um die Höhe 60 und während der Schlacht bei Loos. Im Oktober 1915 erkrankte Bulfin und verbrachte die erste Jahreshälfte von 1916 als Genesungszeit in England. Dadurch entkam er einem Transfer zur Balkanfront. Im Juni 1916 kehrte er zur Westfront zurück und übernahm während der Schlacht an der Somme den Befehl über die 60th (2/2nd London) Division, wobei diese aber keine größere Rolle spielte.

### Thessaloniki und Palästina

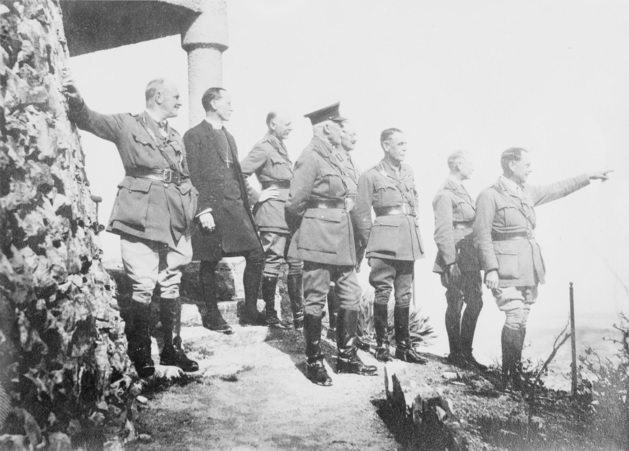
Bulfin mit anderen britischen Generälen in Jerusalem, März 1918

Im Dezember 1916 wurde die 60th Division zur Balkanfront kommandiert, obwohl sie nur sechs Monate blieb und nicht an den ernsthafteren Kämpfen teilnahm. Nach Bulfins Versetzung nach Palästina im Juni 1917 wurde er zum Generalleutnant befördert und mit dem Befehl über das XXI. Korps betraut. Er erwies sich als sehr tüchtiger Korps-Kommandeur und führte seine Formation durch die osmanischen Verteidigungslinien bei der dritten Schlacht um Gaza, wodurch er den Weg zur Eroberung Jerusalems ebnete. Später befehligte er das Korps beim überwältigenden Sieg in der Palästinaschlacht.

## Nachkriegszeit
Nach Waffenstillstand von Compiègne blieb Bulfin mit verschiedenen Stabspositionen im Militär, bis er schließlich 1926 in Pension ging. Er starb 1939 in seinem Haus in Boscobe, England.